# Соборная площадь (Белгород)
Соборная площадь — главная площадь Белгорода. С 1932 до 1 июля 2004 года называлась площадью Революции.
Площадь расположена в центре города. Рядом расположены Музей-диорама «Курская битва. Белгородское направление», краеведческий музей, художественный музей, музыкальный колледж им. С. А. Дегтярева, новое здание белгородского ЗАГСа, белгородский центр статистики, парк Победы.

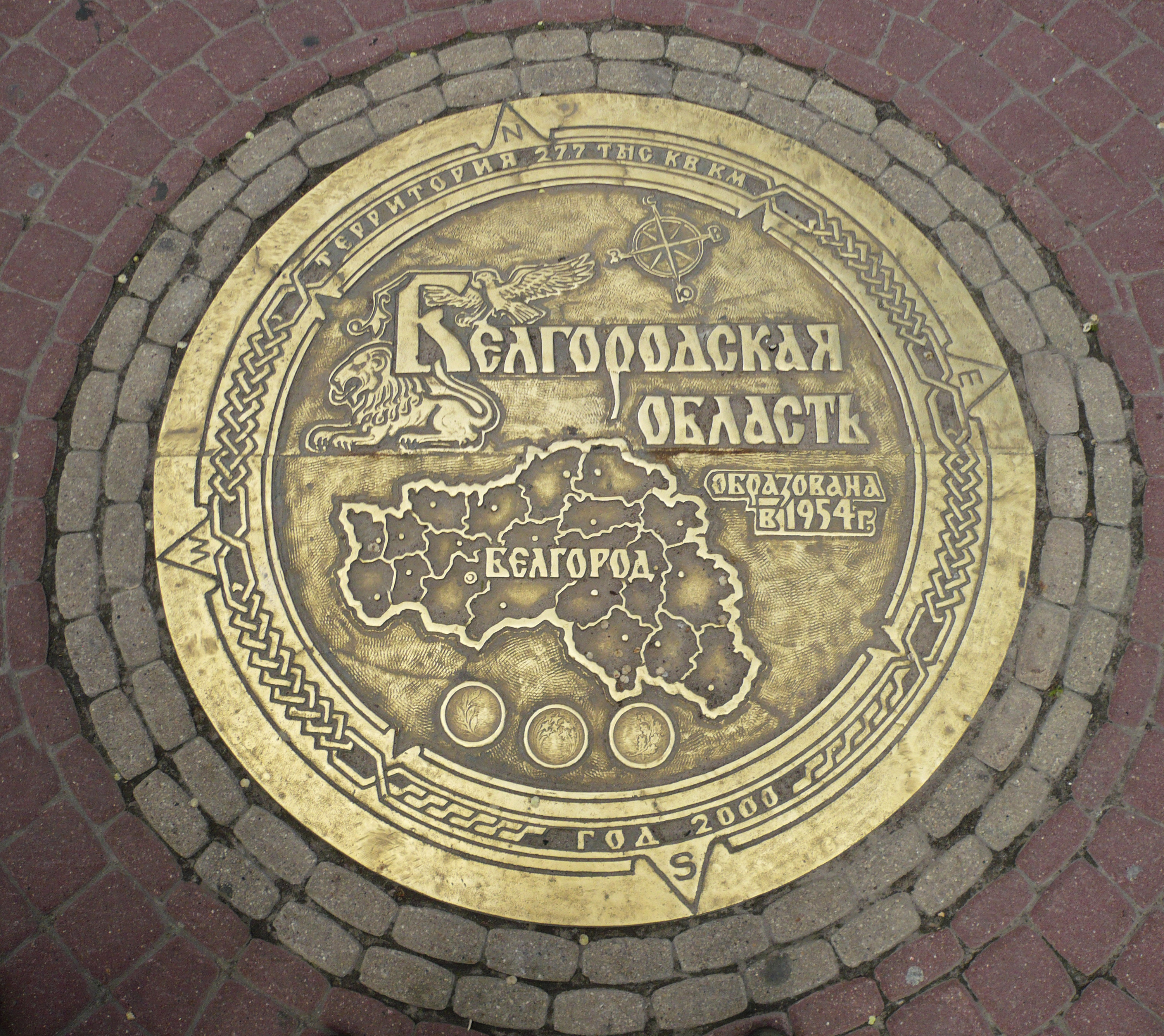
Медная плита в центре площади.

Площадь является пешеходной зоной, автомобильное движение по площади запрещено. На площади проводятся различные мероприятия: праздники, митинги, акции, военные парады, флешмобы и т. д.

## История
Из плана «Курского наместничества уездного Бела города», утвержденного 26 апреля 1768 года императрицей Екатериной II известно, что в XVIII веке площадь называлась Большой по её характерному признаку, в то время она по размерам была даже больше современной.
На площади находился Рождество-Богородицкий женский монастырь. После Октябрьской революции в зданиях монастыря разместили детский дом. Позже часть построек использовали для жилья рабочих,  а территория в то время так и называлась «Рабочий городок». В 1950-е годы эти постройки были снесены, а на их месте в 1962 году построили здание областного драматического театра имени М.С. Щепкина.
В мае 2018 года начата реконструкция площади в круглосуточном режиме.
30 декабря 2023 года во время российского вторжения в Украину каток на Соборной площади подвергся ракетному обстрелу.

## Достопримечательности

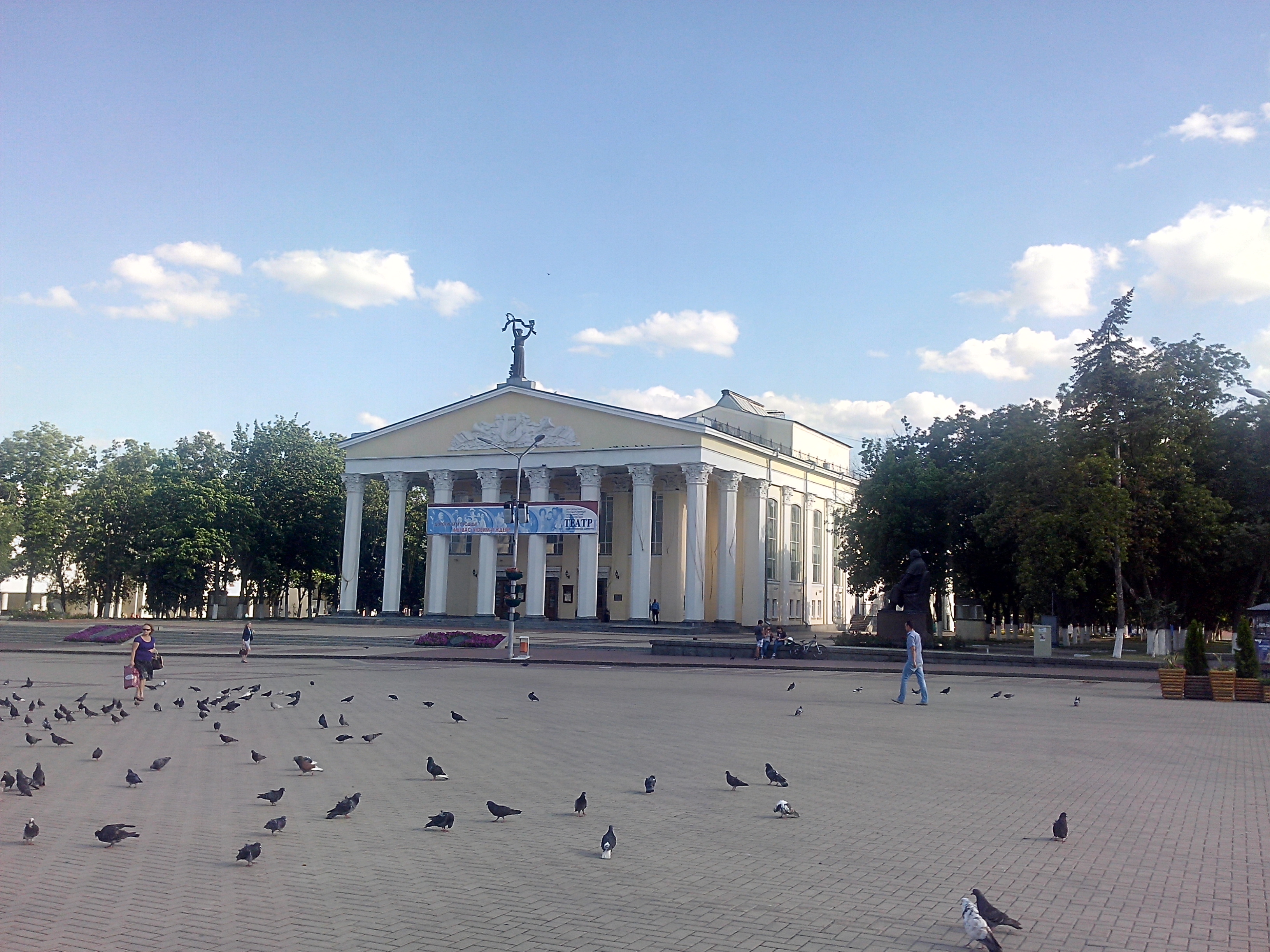
Драмтеатр им. М. С. Щепкина

Мемориальный комплекс на Соборной площади

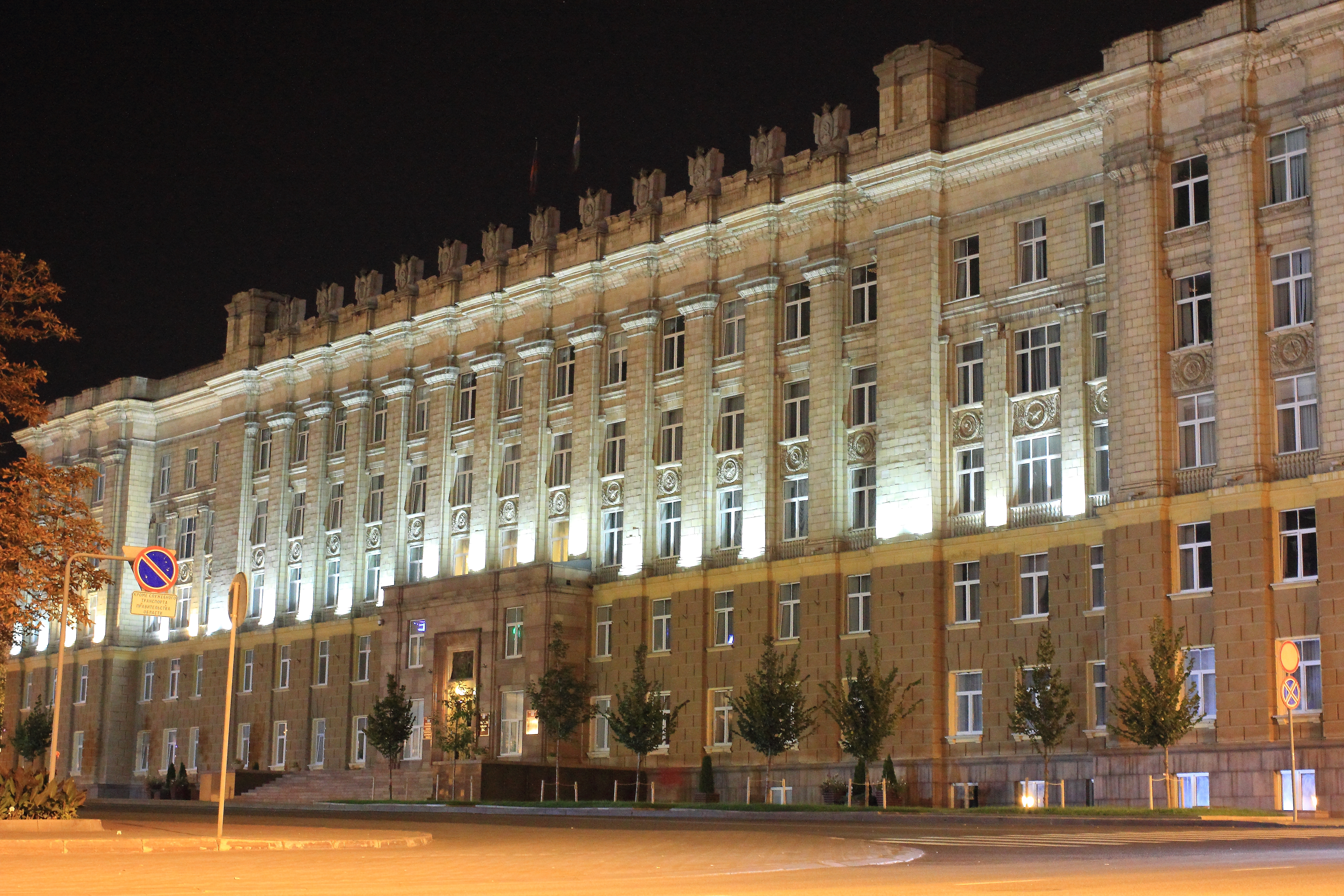
Здание Администрации Белгородской области

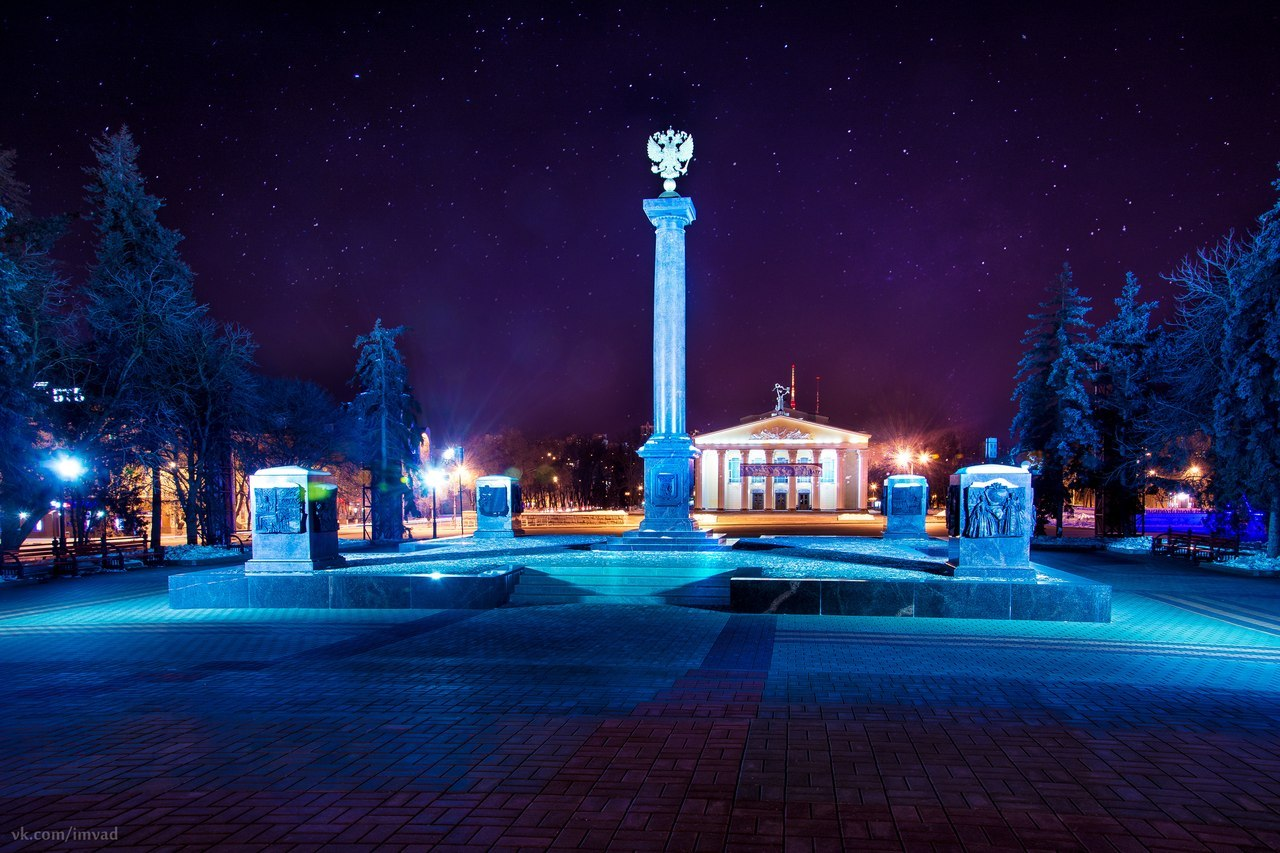
Стела «Город воинской славы»

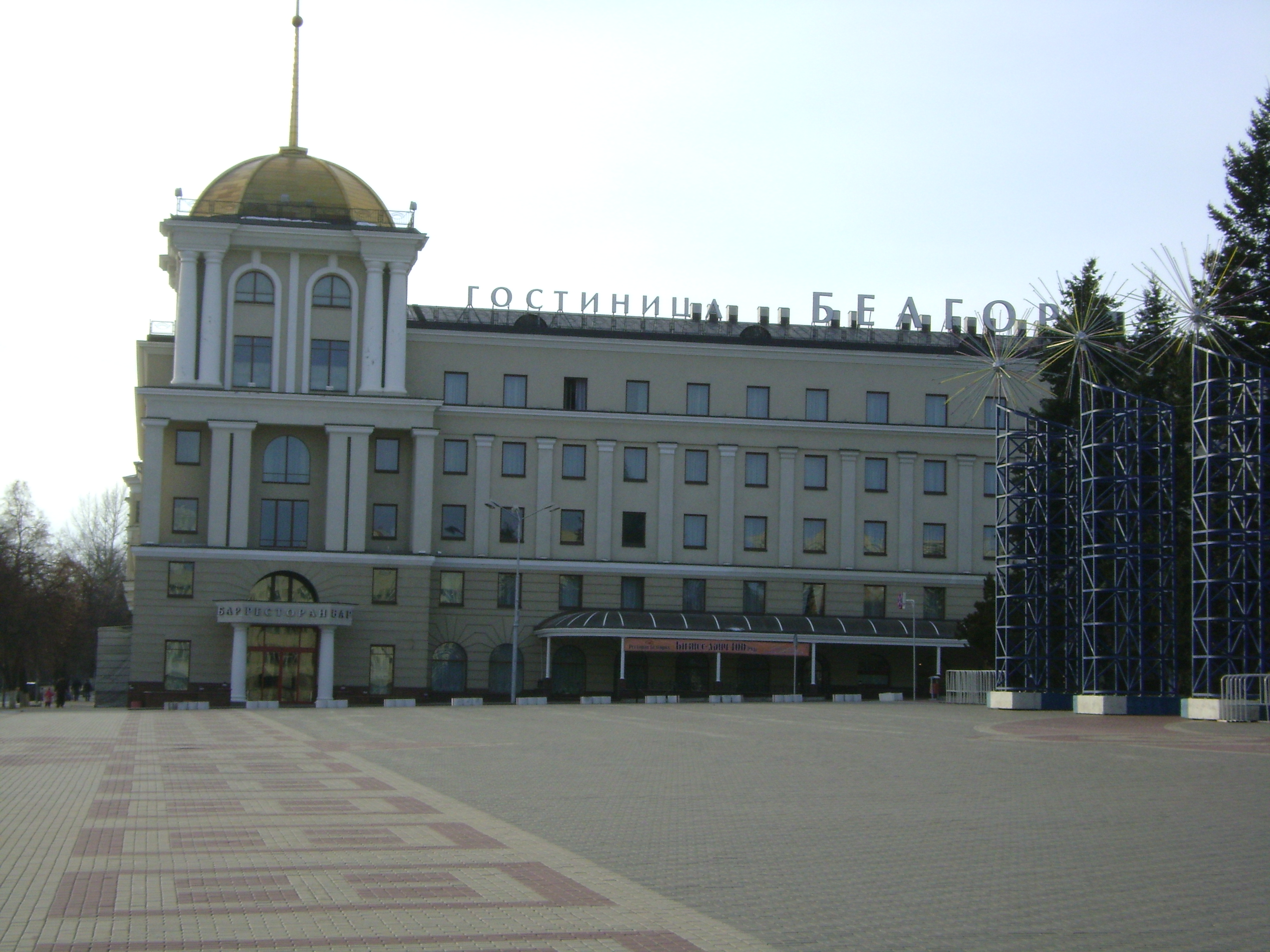
Гостиница «Белгород»

На Соборной площади расположены: БГАДТ имени М. С. Щепкина, здание Правительства Белгородской области, гостиница «Белгород». Также на площади установлен памятник-стела «Город воинской славы» (до 2013 года на её месте стоял памятник В. И. Ленину, который был перенесен на Народный бульвар), памятник М. С. Щепкину, часовня в честь святого князя Владимира, памятный знак на месте бывшего Рождество-Богородицкого монастыря и мемориальный комплекс «Вечный огонь».
На площади вымощен уникальный рисунок: по центру расположен большой медный круг с изображением карты Белгородской области, а по периметру круга расположен 21 металлический прямоугольник с гербами районов и городских округов Белгородской области. Среди жителей и гостей города существует обычай. Человек становится на металлический круг в центре площади и хлопает в ладоши. Звук хлопка в этом месте приобретает "металлический" окрас. Однако после реконструкции площади в 2018 г.  люки на площади больше не звенят.